# ۵۳۱ (قمری)
۵۳۱ (قمری)، پانصد و سی و یکمین سال در گاهشماری هجری قمری است. اول محرم این سال برابر با ششم اکتبر سال ۱۱۳۶ میلادی است.

## وابسته
- اسماعیل گرگانی